# Alan Kay
Alan Kay   (Springfield, 17 de maig de 1940) és un informàtic estatunidenc, conegut pel seu treball pioner sobre programació orientada a objectes, disseny de finestres d'interfície gràfica d'usuari, i per encunyar la frase «la millor manera de predir el futur és inventar-lo».
És el president de Viewpoints Research Institute i professor adjunt d'Informàtica a la Universitat de Califòrnia, Los Angeles. També és membre de la junta assessora de TTI/Vanguard. Fins a mitjans del 2005, va ser un membre principal d'HP Labs, professor visitant a la Universitat de Kyoto, i professor adjunt a l'Institut Tecnològic de Massachusetts (MIT). La Universitat de Múrcia l'ha investit doctor honoris causa (2010).

## Biografia
Fill d'un dissenyador de pròtesis i una música, Alan Kay va créixer en un ambient d'art, literatura i ciència. A una entrevista sobre l'educació a Amèrica amb el Davis Group Ltd, va afirmar: "vaig tenir la sort i mala sort d'aprendre a llegir amb fluïdesa des dels tres anys. Així que potser ja havia llegit 150 llibres quan vaig començar primària. I ja sabia que els professors em mentien." Anys més tard, la seva família es va traslladar a la ciutat de Nova York, on va iniciar els seus estudis a la Brooklyn Technical High School.
Va començar estudis a la Universitat, però va abandonar-los per allistar-se a les forces aèries de l'exèrcit. Va ser durant aquest període quan va conèixer els ordinadors i va passar un test d'aptitud per convertir-se en un programador IBM 1401. Després del servei militar, Kay va tornar a la Universitat de Colorado per graduar-se el 1966 en Matemàtiques i Biologia Molecular. Va continuar els seus estudis amb el màster d'Enginyeria Elèctrica, i el 1969, va obtenir el títol de doctor en Ciència d'Ordinadors per la Universitat de Utah. Gràcies als contactes que va fer durant aquest període, es va convertir en un dels participants en els projectes d'ARPA (Advanced Research Projects Agency).

### FLEX i altres
La Universitat de Utah promovia la participació dels estudiants en projectes pràctics de computació. Kay va fer equip amb Edward Cheadle, que estava treballant en el disseny d'un petit ordinador per enginyers. El resultat va ser adaptar el FLEX, un llenguatge ideat per Kay que permetia un diàleg entre humà i màquina, per crear el que van anomenar un ordinador personal. La novetat d'aquest invent estava en la nitidesa de les grafies i, sobretot, el sistema de finestres.
Mentre treballava en el FLEX, Kay va atendre a la presentació de Douglas Engelbart sobre computació interactiva dissenyada per la col·laboració de grups de treball. La visió d'Engelbart el va influenciar en l'aplicació de interfícies gràfiques, l'hipertext i el ratolí. També el van influenciar el JOSS, el llibre Understanding Media de Marshall McLuhan, Logo i les mostres de pantalles planes, entre d'altres.
Partint del projecte amb Edward Cheadle i considerant totes aquestes idees, Kay va dissenyar i construir una maqueta d'un ordinador personal d'estil semblant al d'una tablet: amb pantalla plana i un estilet. La tecnologia del moment no estava preparada per entendre ni produir la visió de Kay sobre els ordinadors personals, però Kay sabia que ho aconseguiria més endavant. Així, el 1969, Kay va finalitzar el seu doctorat amb la tesi Reactive Engine.

## Xerox PARC
Després del doctorat, Kay va començar a treballar com a investigador al Standford Artificial Intelligence Laboratory i va desenvolupar llenguatges de programació. Va començar a imaginar un futur amb ordinadors de la mida de llibres, influenciat pel projecte Logo, pensant en com els nens els utilitzarien. Aquestes idees van servir pel disseny del Xerox Alto.
El 1971, Kay va unir-se al Xerox PARC (Palo Alto Research Center), que havia estat fundat un any abans per la Xerox Corporation amb el propòsit d'impulsar la recerca per "l'oficina del futur". Kay dirigia el Learning Research Group i va establir els objectius de crear exemples de com podrien ser utilitzats els ordinadors petits, examinar com aquests podrien ajudar l'usuari en els àmbits visual i auditiu, donar a conèixer els ordinadors i els seus processos als nens i, per acabar, informar de com els nens utilitzen els ordinadors d'alguna manera inesperada.

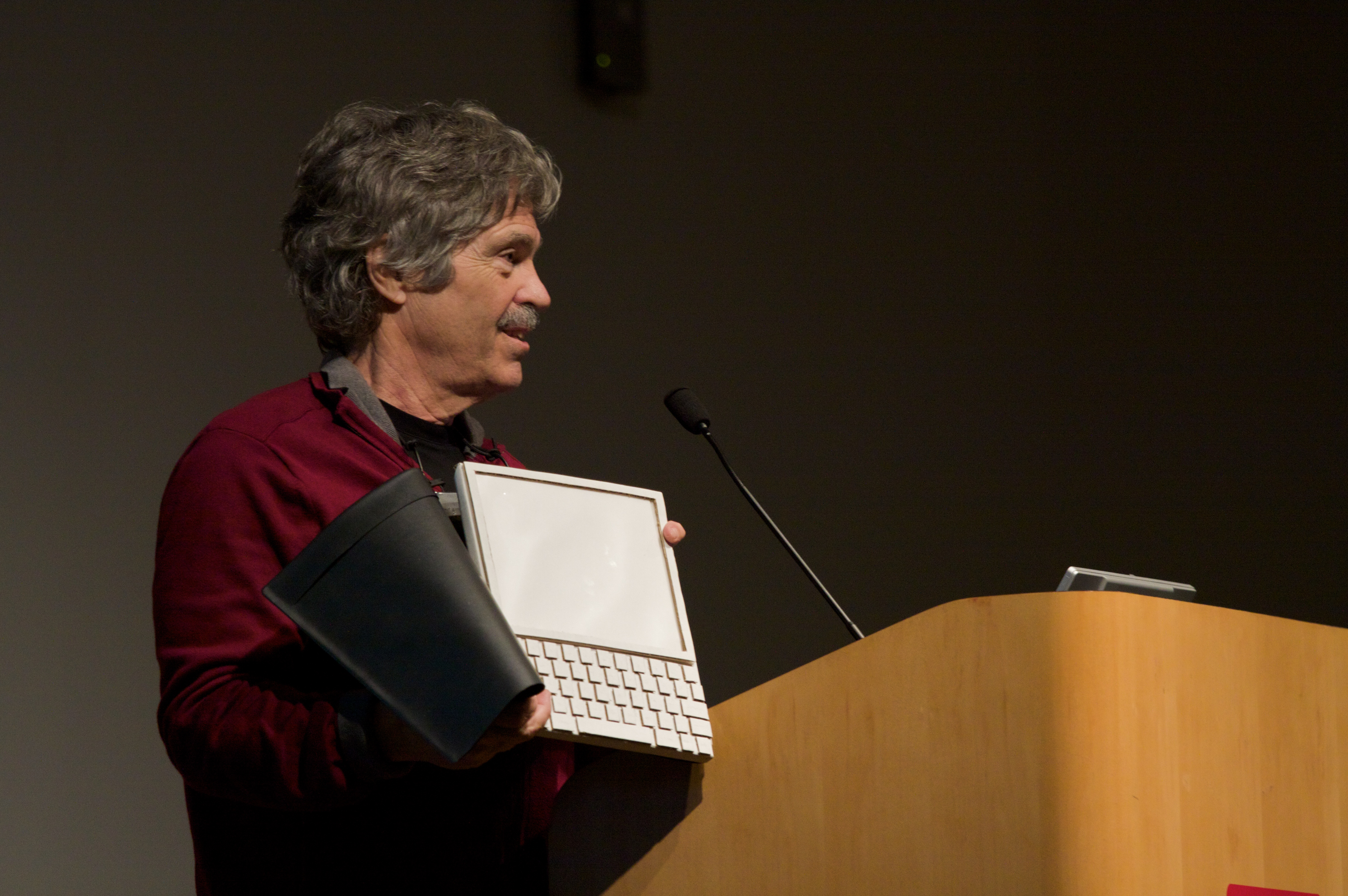
Alan Kay amb el prototip del Dynabook.

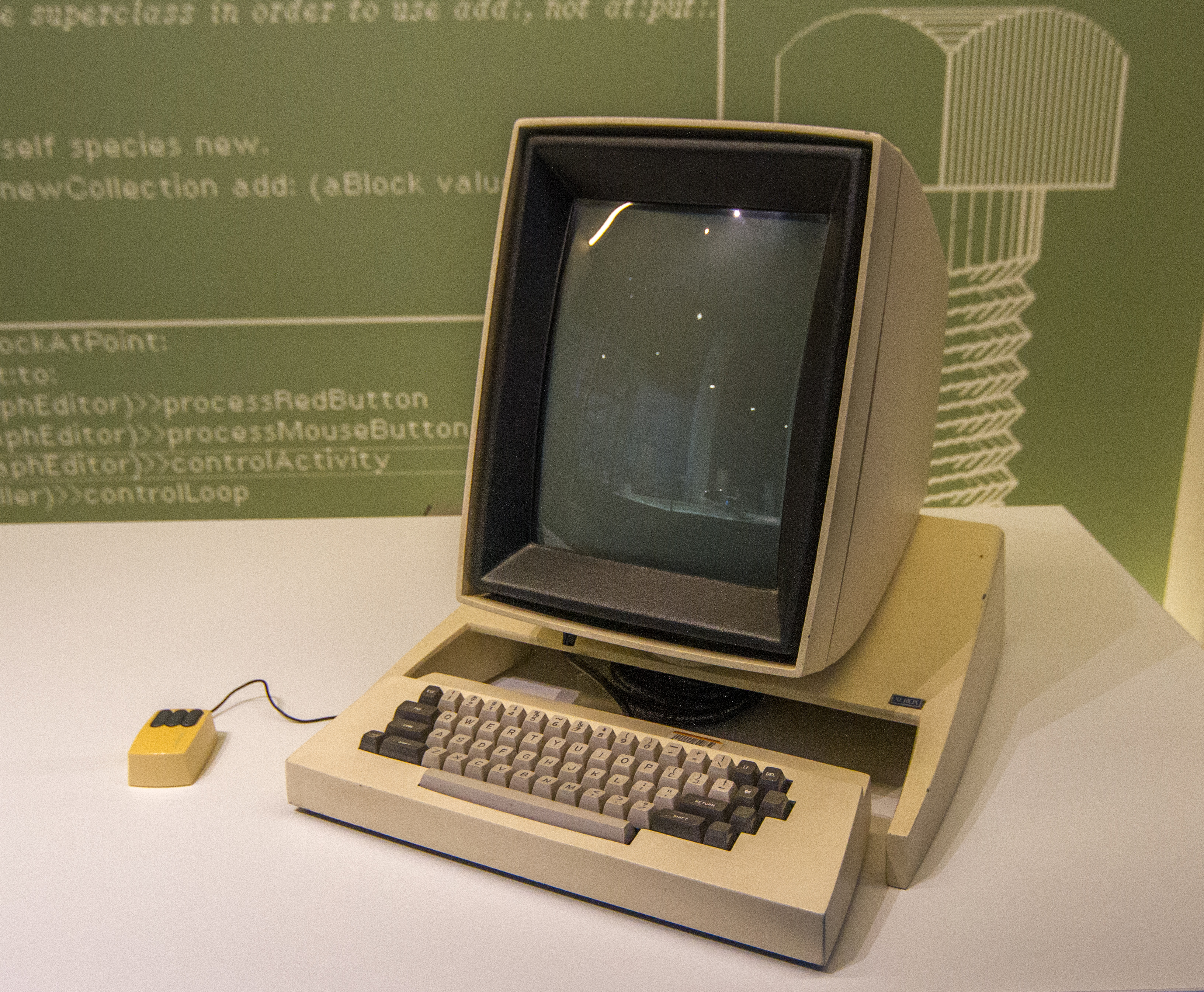
Model de Xerox Alto.

### Dynabook
Un dels seus invents més visionaris va ser el Dynabook, el primer ordinador personal, "Alto Personal Computer" Dynabook (“personal dynamic medium”), el que va anticipar futurs aparells com els ordinadors portàtils i les tablets. No va arribar a ser comercialitzat, però va inspirar directament la interfície gràfica del primer Macintosh. Utilitzava una nova interfície gràfica (GUI, Graphical User Interface), el qual consisteix en proporcionar un entorn visual senzill per permetre la comunicació amb el sistema operatiu d'una màquina o computador. La seva motivació era, com ja havia mostrat amb altres projectes, crear un ordinador que nens de totes les edats poguessin utilitzar per situacions creatives i activitats molt diverses. Va anticipar-se a projectes com el One Laptop per Child (projecte que promou la venda d'ordinadors senzills i a baix preu per nens dels països desenvolupats), i fins avui en dia cap ha aconseguit representar completament el concepte del qual Kay ja parlava a principis dels 1970s.
Encara actualment, Kay considera que dispositius tant moderns i constantment actualitzats com l'iPad i l'iPhone (o smartphones), no han volgut continuar el que per ell era més interessant del Dynabook: que els nens fossin lliures d'utilitzar-los fàcilment i amb infinites possibilitats de compartir amb nens d'arreu del món.
Amb el Dynabook, Kay també va adonar-se que els ordinadors podien ser un "metamitjà", és a dir, que podien incorporar tots els mitjans de comunicació.
Kay va proporcionar idees i les bases pel desenvolupament del Xerox Alto, ideat per Butler Lampson i dissenyat per Charles P. Thacker. El Xerox Alto va suposar un gran pas cap als ordinadors personals petits però potents, i va ser considerat un Dynabook provisional.
Va abandonar el Xerox PARC a principis de la dècada dels 80 per traslladar-se a Los Angeles, on el 1984 va començar a treballar per Apple Computer Inc.

## Treballs i projectes recents
Kay va ser un Apple Fellow a Apple Computer des de 1984 fins 1997, amb el tancament de l'Advanced Technology Group (ATG), una de les divisions d'R+D d'Apple. A continuació, es va traslladar amb el seu equip al Walt Disney Imagineering com a Disney Fellow, i va romandre allà fins que Disney va finalitzar el programa.
L'any 2001 va fundar el Viewpoints Research Institute, una organització sense ànim de lucre dedicada al desenvolupament de mitjans educatius de suport per nens. Paral·lelament, Kay es va convertir en Senior Fellow del Hewlett-Packard, posició que va ocupar fins que HP va dissoldre l'Advanced Software Research Team el juliol de 2005.
Fins avui dia, Kay ha donat classes a la Universitat de Nova York, la Universitat de California, Los Angeles, la Universitat de Kyoto i l'Institut Tecnològic de Massachusetts.

### Squeak i Etoys

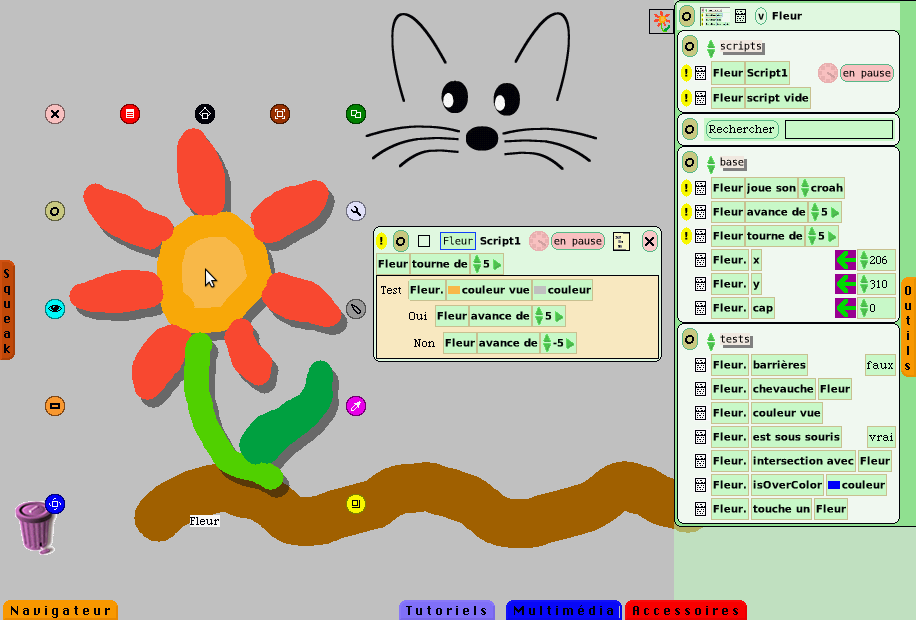
Captura de pantalla de l'Squeak.

El desembre de 1995, juntament amb part del seu equip d'Apple, Kay va començar el projecte del Squeak, una versió de codi obert del llenguatge Smalltalk. Va continuar treballant-hi a Disney, i actualment encara continua amb la recerca i el perfeccionament d'aquest llenguatge dirigit als nens.
L'Squeak, el qual va influenciar l'Scratch, és un llenguatge de programació per ordinadors que simpatitza amb els nens i dirigit a l'educació, el qual va ser utilitzat pels aparells XO-1 del projecte One Laptop Per Child. L'Squeak va evolucionar cap a l'Etoys, un sistema operatiu pensat per facilitar la utilització dels ordinadors als nens. L'any 2009, el Viewpoints Research Institute va crear la Squeakland Foundation per fomentar el desenvolupament i l'ús de l'Etoys com a mitjà educatiu.

### Croquet Project
A finals de 2001, Kay va inciar el Croquet Project juntament amb David Smith, David P. Reed, Andreas Raab, Rick McGeer, Julian Lombardi i Mark McCahill, amb l'objectiu desenvolupar una xarxa 2D i 3D pel treball col·laboratiu.

## Premis i honors
- 2001: UdK 01-Award a Berlín, Alemanya per ser pioner en l'interfície gràfica d'usuari;[11] J-D Warnier Prix D'Informatique. NEC C&C Prize.[12]
- 2002: Telluride Tech Festival Award of Technology, a Telluride, Colorado (Estats Units).[13]
- 2003: ACM Turing Award, pel seu treball en la programació orientada a objectes.[4]
- 2004: Kyoto Prize;[14] Charles Stark Draper Prize (juntament amb Butler W. Lampson, Robert W. Taylor i Charles P. Thacker)[15]
- 2012: UPE Abacus Award, pel seu treball en la fomentació de programes d'ajuda a l'estudiant.[4][16]

Doctorats honoraris:
- 2002: Kungliga Tekniska Högskolan, del Royal Institute of Technology, Estocolm.[17]
- 2005: Georgia Insitute of Techonolgy
- 2005: Columbia College Chicago
- 2007: Laurea Honoris Causa in Informatica de la Università di Pisa, Itàlia.
- 2008: University of Waterloo
- 2010: Universidad de Murcia[4]

Professor honorari: 
- Berlin University of the Arts

Elegit membre (fellow) de:
- American Academy of Arts and Sciences
- National Academy of Engineering
- Royal Society of Arts de Londres
- 1999: Computer History Museum, per les seves contribucions fonamentals en el desenvolupament dels ordinadors personals i la interacció persona-ordinador.
- 2008: Association for Computing Machinery
- 2011: Hasso-Plattner Institute[4]